# Póvoa da Galega
Póvoa da Galega é uma localidade portuguesa, pertencente à freguesia de Milharado, concelho de Mafra. Possui 1,57 quilômetro quadrado e segundo censo de 2011, havia 2 511 habitantes. Abriga a Igreja de Nossa Senhora do Bom Sucesso.